# Acer buergerianum
Acer buergerianum Miq., arce tridente es una especie de árbol perteneciente a la familia de las sapindáceas. Se encuentra en China, Japón y Taiwán.

## Descripción
Es un árbol caducifolio de media talla, incluso a veces arbustivo, de copa abierta y a veces con varios troncos. Corteza de color castaño grisácea, rugosa; ramillas delgadas, con yemas elipsoides, de color marrón. Hojas trilobadas, de 3-10 × 4-6 cm, con la base cuneada o redondeada y los lóbulos triangulares, agudos, generalmente de borde entero. Son a menudo colgantes, de color verde brillante, glaucas en el envés, pubescentes a lo largo de los nervios. Pecíolo de 3-6 cm de largo. Inflorescencias terminales, corimbosas, pubescentes, con numerosas flores blanquecinas, muy pequeñas, con 5 pétalos amarillentos, de unos 2 mm de largo. Estambres 8. Sámaras pequeñas, paralelas o convergentes, de unos 2,5 cm de longitud, de color castaño amarillento.

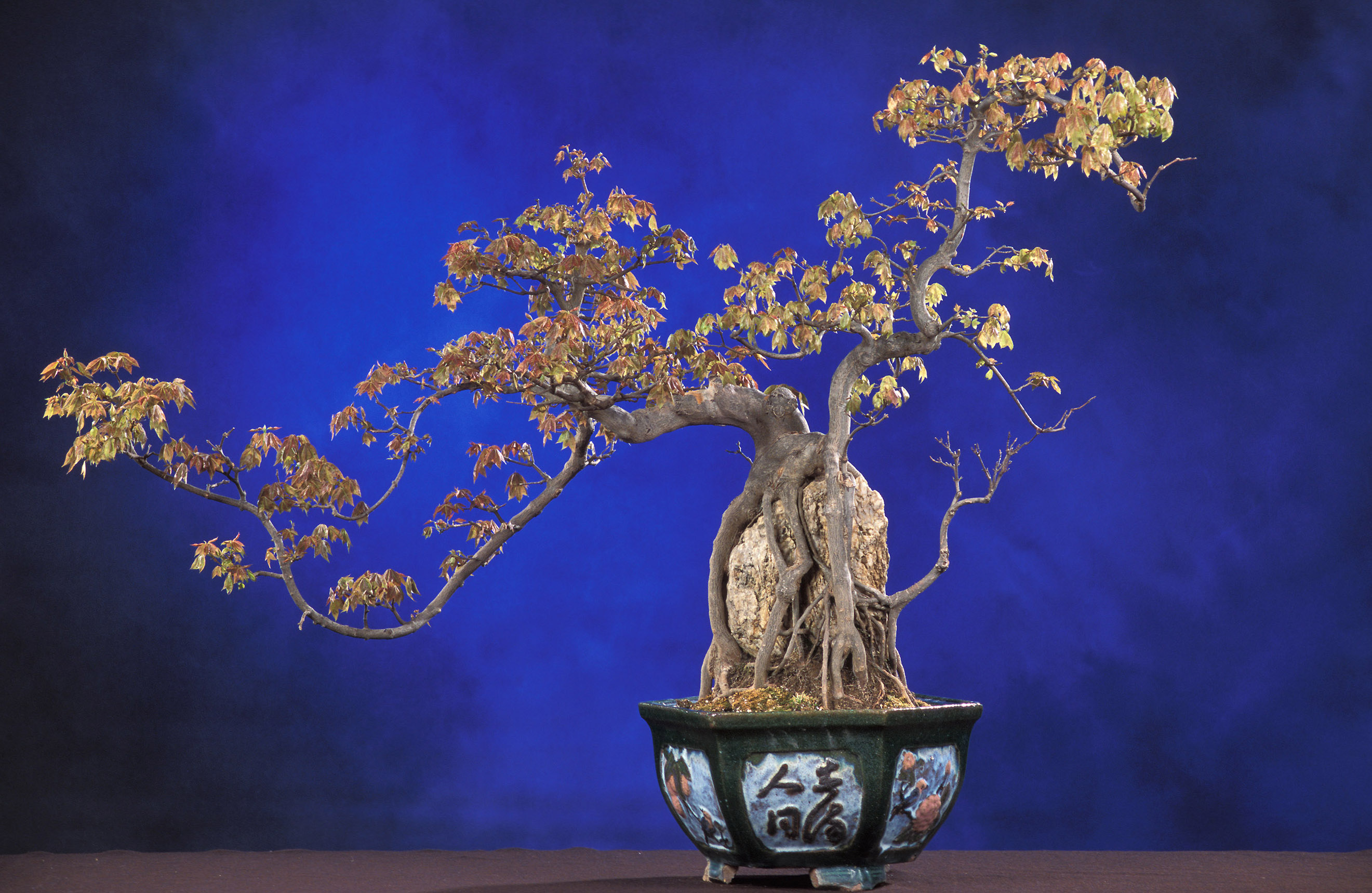
Arce tridente bonsái.

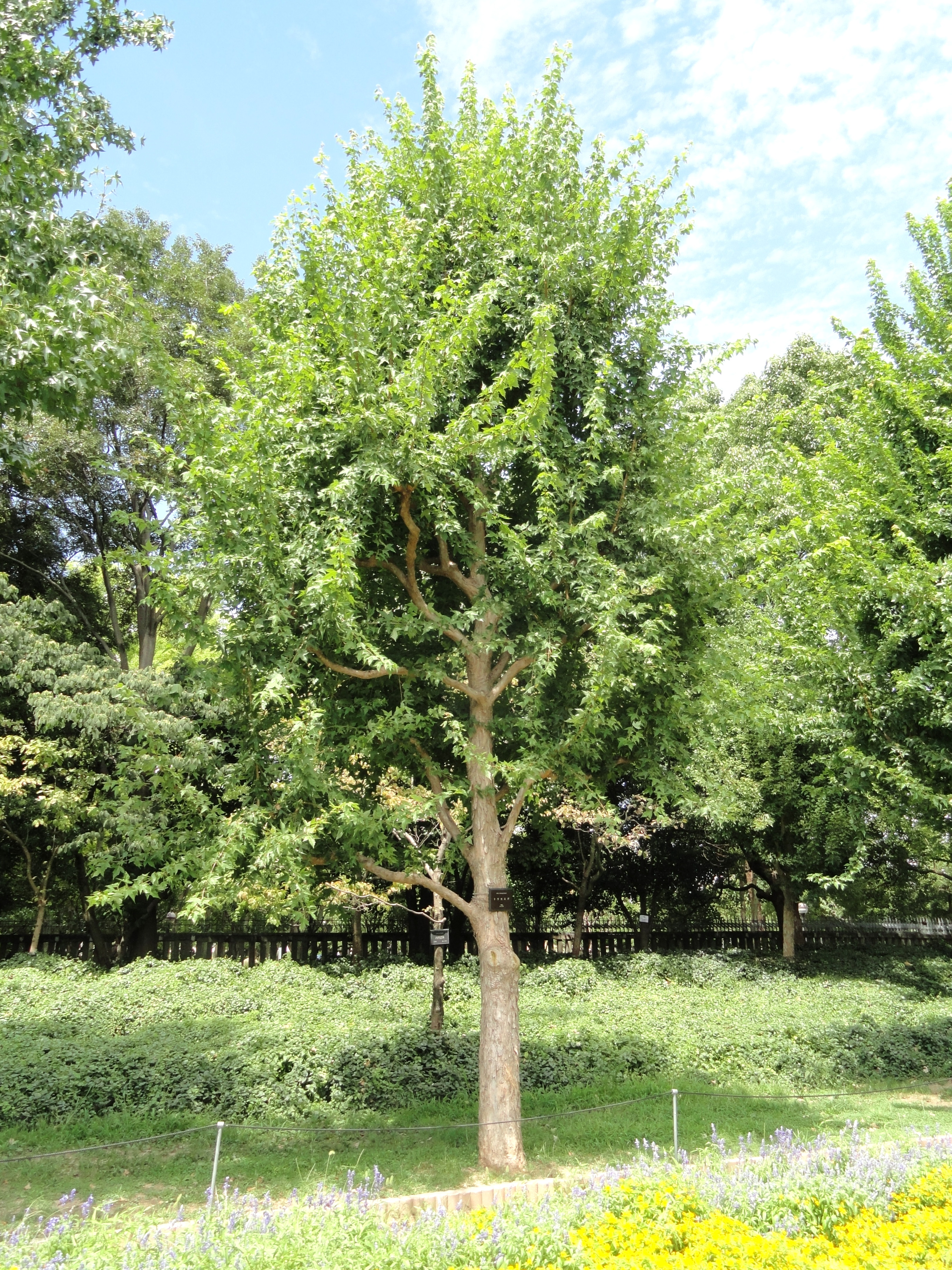
Vista del árbol

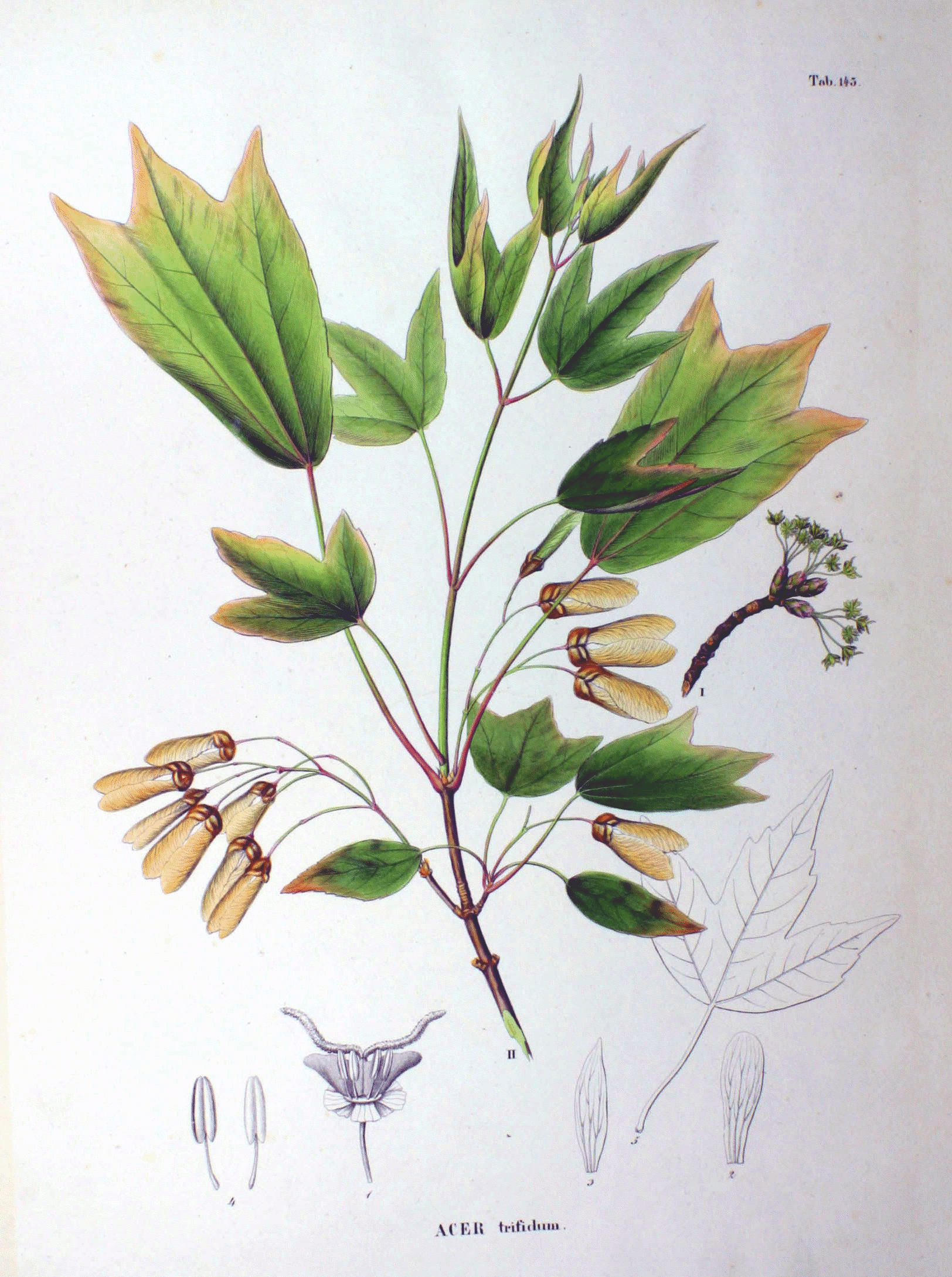
Ilustración

## Taxonomía
Acer buergerianum fue descrita por Friedrich Anton Wilhelm Miquel y publicado en Annales Museum Botanicum Lugduno-Batavi 2: 88, en el año 1865.
Etimología
Acer: nombre genérico que procede del latín ǎcěr, -ĕris = (afilado), referido a las puntas características de las hojas o a la dureza de la madera que, supuestamente, se utilizaría para fabricar lanzas. Ya citado en, entre otros, Plinio el Viejo, 16, XXVI/XXVII, refiriéndose a unas cuantas especies de Arce.
buergerianum: epíteto otorgado en honor de Heinrich Buerger (1804-1858), colector de plantas en Japón para el gobierno holandés. 
Variedades
- Acer buergerianum var. buergerianum - Hubei, Hunan, Jiangsu, Jiangxi, Shandong, Zhejiang
- Acer buergerianum var. jiujiangense Z.X.Yu - Jiangxi
- Acer buergerianum var. horizontale F.P.Metcalf - sur de Zhejiang
- Acer buergerianum var. formosanum (Hayata ex H.Koidz.) Sasaki - Taiwán (endémico)
- Acer buergerianum var. kaiscianense (Pamp.) W.P.Fang - Gansu, Hubei, Shaanxi
- Acer buergerianum var. yentangense W.P.Fang & M.Y.Fang - Zhejiang

Sinonimia
- Acer buergerianum var. horizontale Metcalf
- Acer buergerianum var. jiujiangense Z.X.Yu
- Acer buergerianum var. kaiscianense (Pamp.) W.P.Fang
- Acer buergerianum var. yentangense  W.P.Fang & M.Y.Fang
- Acer lingii W.P.Fang
- Acer subtrilobum (K.Koch) Koidz.
- Acer trifidum Hook. & Arn.
- Acer trifidum f. buergerianum Miq.
- Acer trifidum f. elobatum Kuntze ex Schwer.
- Acer trifidum var. kaiscianensis Pamp.
- Acer trinerve Siesm.[4]